# Brod-Posavina
Brod-Posavina (Kroatisch: Brodsko-posavska županija) is de zuidelijkste Slavonische provincie van Kroatië. Het administratieve centrum is de stad Slavonski Brod zij spreidt zich uit aan de linker oever van de rivier de  Sava, en behoort tot de in Bosnië en Herzegovina en Kroatië gelegen streek Posavina.
Andere belangrijke plaatsen zijn  Nova Gradiška, Vrpolje en Slavonski Šamac. Brod-Posavina heeft een oppervlakte van 2027 km² en 176.765 inwoners (Volkstelling van 2001).
Brod-Posavina grenst aan de provincie Sisak-Moslavina in het Westen, de provincie Požega-Slavonië in het Noorden, de provincie Osijek-Baranja in het Noordoosten, en de provincie Vukovar-Srijem in het Oosten.

## Bestuurlijke indeling
Brod-Posavina is onderverdeeld in:
- De provinciehoofdstad Slavonski Brod
- De stad Nova Gradiška
- De gemeente Bebrina
- De gemeente Brodski Stupnik
- De gemeente Bukovlje
- De gemeente Cernik
- De gemeente Davor
- De gemeente Donji Andrijevci
- De gemeente Dragalić
- De gemeente Garčin
- De gemeente Gornja Vrba
- De gemeente Gornji Bogićevci
- De gemeente Gundinci
- De gemeente Klakar
- De gemeente Nova Kapela
- De gemeente Okučani
- De gemeente Oprisavci
- De gemeente Oriovac
- De gemeente Podcrkavlje
- De gemeente Rešetari
- De gemeente Sibinj
- De gemeente Sikirevci
- De gemeente Slavonski Šamac
- De gemeente Stara Gradiška
- De gemeente Staro Petrovo Selo
- De gemeente Velika Kopanica
- De gemeente Vrbje
- De gemeente Vrpolje

## Provinciale regering
De huidige Župan (prefect) is: Danijel Marušić (HDZ)
De provinciale assemblee bestaat uit 51 vertegenwoordigers van de volgende politieke partijen:
- Kroatische Democratische Unie (HDZ) 20
- Kroatische Boerenpartij (HSS) 11
- Sociaaldemocratische Partij van Kroatië (SDP) 11
- Kroatische Sociaal Liberale Partij (HSLS) 5
- Kroatische Volkspartij (HNS) 4